# Savage Garden (Savage Garden)
Savage Garden è il primo album dei Savage Garden, uscito nel 1997.

## Tracce

### In Australia
| 1. To the Moon and Back – 5:41 2. Carry On Dancing – 3:44 3. Tears of Pearls – 3:46 4. I Want You – 3:52 5. Truly Madly Deeply – 4:37 6. Violet – 4:03 7. All Around Me – 4:10 8. Universe – 4:20 9. A Thousand Words – 3:59 10. Break Me Shake Me – 3:23 11. Mine – 4:30 12. Santa Monica – 3:33 | 1. I Want You (Xenomania Funxy Mix) – 5:52 2. Break Me Shake Me (Broken Mix) – 4:18 3. Santa Monica (Bittersweet Mix) – 5:00 4. Tears of Pearls (Tears On The Dancefloor Mix) – 5:25 5. Carry on Dancing (Ultra Violet Mix) – 6:47 6. All Around Me (Hardcore Catwalk Mix) – 6:07 7. I Want You (Getmeouttathisclub Mix) – 7:58 8. I Want You (Xenomania 12" Club Mix) – 5:52 9. To the Moon and Back (Hani's Num Club Mix) – 9:16 10. To the Moon and Back (Hani's Num Dub Mix) – 5:15 11. To the Moon and Back (A Journey Through Space And Time) – 5:04 |

### Versione Internazionale

#### Standard
1. To the Moon and Back – 5:41
2. I Want You – 3:52
3. Truly Madly Deeply – 4:38
4. Tears of Pearls – 3:47
5. Universe – 4:20
6. Carry on Dancing – 3:45
7. Violet – 4:04
8. Break Me Shake Me – 3:23
9. A Thousand Words – 4:00
10. Promises – 3:31 – nella versione giapponese dell'album viene sostituita da Mine – 4:30
11. Santa Monica – 3:34

## Singoli
- I Want You - 30 giugno 1996
- To the Moon and Back - 18 novembre 1996
- Truly Madly Deeply - 3 marzo 1997
- "Break Me, Shake Me - 16 giugno 1997
- Universe - October 20 ottobre 1997
- Santa Monica - 21 novembre 1998 (solo Giappone)
- Tears of Pearls - 18 gennaio 1999 (solo Giappone)

## Classifiche

### Classifiche settimanali
| Classifica (1997/98) | Posizione massima |
| -------------------- | ----------------- |
| Australia            | 1                 |
| Austria              | 10                |
| Belgio (Fiandre)     | 35                |
| Canada               | 2                 |
| Danimarca            | 4                 |
| Europa               | 5                 |
| Finlandia            | 2                 |
| Francia              | 7                 |
| Germania             | 14                |
| Italia               | 4                 |
| Norvegia             | 4                 |
| Nuova Zelanda        | 1                 |
| Paesi Bassi          | 41                |
| Portogallo           | 3                 |
| Regno Unito          | 2                 |
| Stati Uniti          | 3                 |
| Svezia               | 1                 |
| Svizzera             | 8                 |

### Classifiche di fine anno
| Classifica (1997) | Posizione |
| ----------------- | --------- |
| Australia         | 1         |
| Nuova Zelanda     | 6         |
| Classifica (1998) | Posizione |
| Canada            | 7         |
| Regno Unito       | 16        |
| Stati Uniti       | 9         |

### Classifiche di fine decennio
| Classifica (1990-99) | Posizione |
| -------------------- | --------- |
| Stati Uniti          | 70        |